# Portlaw
Portlaw (irisch Port Lách, auch Port Cládhach) ist eine Ortschaft im County Waterford im Süden der Republik Irland.

## Lage
Portlaw liegt etwa fünfzehn Kilometer westnordwestlich von Waterford im Dreieck zwischen dem River Suir und dem River Clodiagh, der hier in den Suir mündet. Nördlich der Ortschaft liegt der Tower Hill Wood. Portlaw wird durch Bus Éireann von Waterford aus bedient.

## Geschichte
Portlaw ist eine jüngere Gründung der Familie Malcomson im beginnenden 19. Jahrhundert. Die Quakerfamilie Malcomson errichteten eine erfolgreiche Baumwollspinnerei an diesem Ort, der planorientiert angelegt wurde. Strahlenartig wurde das Zentrum durch dreieckige Wohnareale umgeben. Rund um das Zentrum wurden Funktionsgebäude wie Postamt, Schule usw. errichtet. 
Um 1850 hatte die Ortschaft 4.350 Einwohner. 

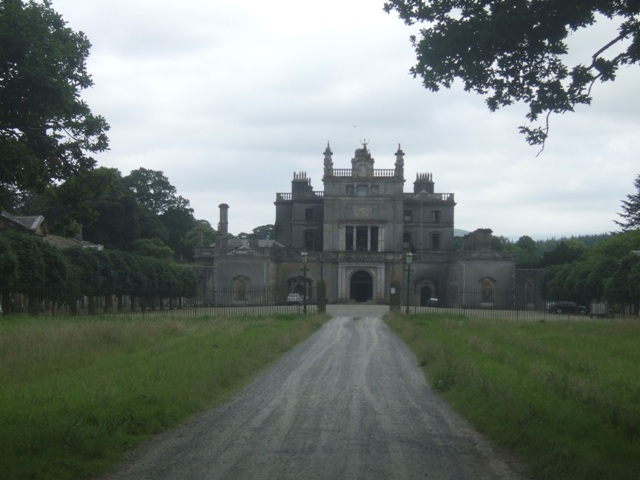
Curraghmore House

Außerhalb der Ortschaft befindet sich Curraghmore House. Es ist der Sitz des Marquess of Waterford. Das Georgianische Bauwerk wurde Mitte des 18. Jahrhunderts errichtet. 

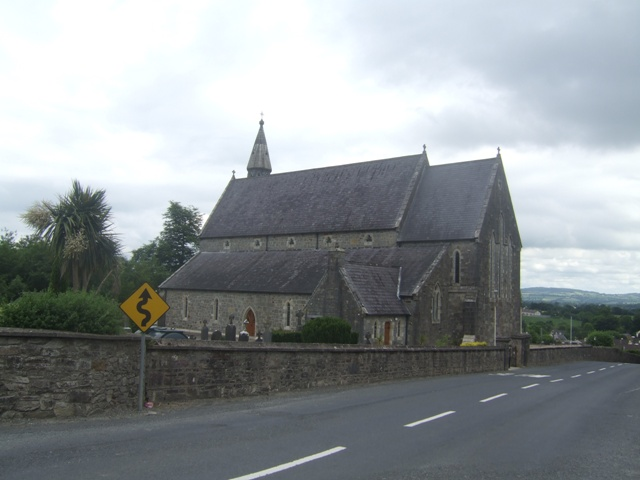
Römisch-katholische St. Patrick’s Church (1858 erbaut)